# Bois-d'Amont
Bois-d'Amont is een gemeente in het Franse departement Jura (regio Bourgogne-Franche-Comté). De plaats maakt deel uit van het arrondissement Saint-Claude. Bois-d'Amont telde op 1 januari 2022 1.695 inwoners. 

## Geografie
De oppervlakte van Bois-d'Amont bedroeg op 1 januari 2022 12,06 vierkante kilometer; de bevolkingsdichtheid was toen 140,5 inwoners per km².

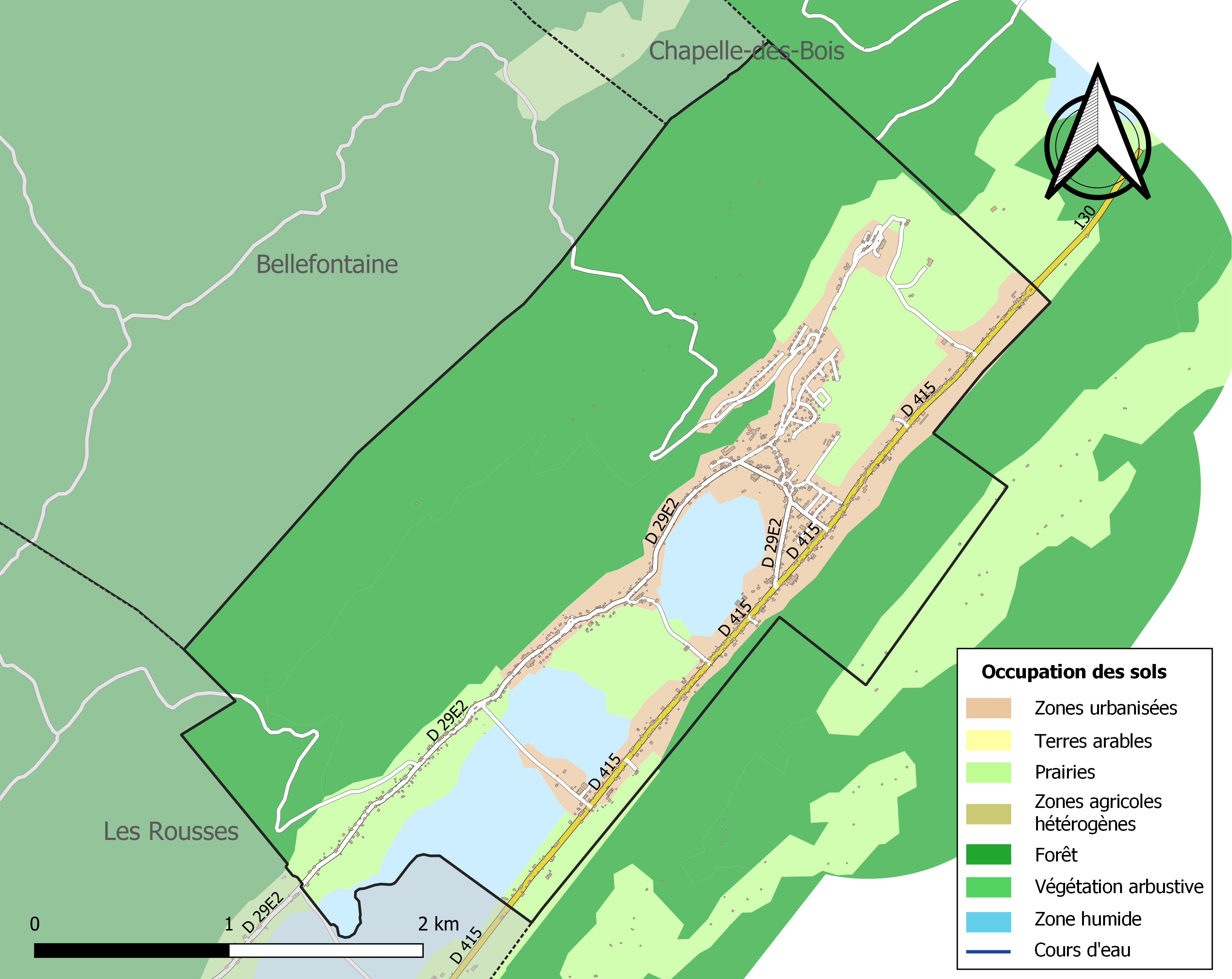
Kaart van de gemeente met de belangrijkste infrastructuur, bodemgebruik en omliggende gemeenten

## Demografie
Onderstaande figuur toont het verloop van het inwonertal (bron: INSEE-tellingen).